# Vie privée
Vie privée (título del doblaje Vida privada) es una próxima película francesa de misterio y asesinato, coescrita y dirigida por Rebecca Zlotowski, protagonizada por Jodie Foster, Daniel Auteuil y Virginie Efira.
La película se estrenará mundialmente en la sección Fuera de Competencia del Festival Internacional de Cine de Cannes de 2025.
Su estreno en cines españoles está previsto para el 19 de diciembre de 2025.

## Reparto
- Jodie Foster : Lilian Steiner
- Daniel Auteuil : Gabriel Haddad
- Virginie Efira : Paula Cohen-Solal
- Mathieu Amalric : Simon Cohen-Solal
- Vincent Lacoste : Julien Haddad-Park
- Luana Bajrami : Valérie Cohen-Solal
- Lucas Bléger : El vecino
- Jean Chevalier : Camero
- Aurore Clément : Perle Friedman
- Sophie Guillemin : Jessica Grangé
- Irène Jacob : Vera

## Producción
Rebecca Zlotowski coescribió la película con Anne Berest y Gaëlle Macé. Frederic Jouve, de Les Films Velvet, actúa como productor.
El reparto está encabezado por Jodie Foster, Daniel Auteuil y Virginie Efira. La Fotografía principal tuvo lugar en París y Normandía, comenzando el 30 de septiembre de 2024 y concluyendo el 22 de noviembre de 2024.
En febrero de 2025 Sony Pictures Classics adquirió los derechos de distribución de la película en Norteamérica y Latinoamérica.

## Estreno
En abril de 2025, se anunció que Vie privée formaría parte de la programación fuera de concurso del Festival Internacional de Cine de Cannes de 2025, previsto para mayo de 2025.